# Мери Елизабет Уинстед
Мери Елизабет Уинстед (на английски: Mary Elizabeth Winstead; родена на 28 ноември 1984 г.) е американска актриса.
Наричана е „крещяща кралица“, като Джейми Лий Къртис, заради ролите ѝ във филми на ужасите като „Последен изход 3“ (Final Destination 3), „Бибрутално“ (Grindhouse) и Black Christmas, но впоследствие се отклонява и към други жанрове, включително комедия – Sky High, драма – Боби (Bobby) и екшън – Умирай трудно 4 (Live Free or Die Hard).

## Биография
Уинстед е родена в Роки Маунт, Северна Каролина, дъщеря е на Бети Лоу и Джеймс Роналд Уинстед. Когато е 5-годишна, семейството ѝ се премества в Санди, Юта. Нейните интереси към актьорството започват да надделяват пред интересите ѝ към балета. Като дете тя се появява в училищна версия на пиесата Лешникотрошачката. Надявайки се да стане балерина, на 11-годишна възраст тя получава възможност да учи танци в лятната програма на престижната школа Joffrey в Ню Йорк. Там тя учи балет и джаз танци, но решава да изучава и актьорско майсторство. Като дете Уинстед е член на Международния детски хор и упражнява уменията си чрез изпълненията на църквата.

## Филмография
| Година | Заглавие               | Роля             | Бележки         | Печалба      |
| ------ | ---------------------- | ---------------- | --------------- | ------------ |
| 2005   | Checking Out           | Лиса Апъл        | поддържаща роля | $31 000      |
| 2005   | Sky High               | Гуен Грейсън     | поддържаща роля | $63 939 454  |
| 2005   | The Ring Two           | Младата Евелин   | малка роля      | $75 941 727  |
| 2006   | Black Christmas        | Хедйр Лий        | поддържаща роля | $16 235 738  |
| 2006   | Bobby                  | Сюзън Талйър     | поддържаща роля | $11 205 901  |
| 2006   | Final Destination 3    | Уенди Кристенсен | главна роля     | $54 098 051  |
| 2007   | Умирай трудно 4        | Луси Маклейн     | поддържаща роля | $134 473 395 |
| 2007   | Grindhouse:Death Proof | Лий Монгомъри    | поддържаща роля | $25 031 037  |
| 2007   | Factory Girl           | Ингрид Суперстар | малка роля      | $1 661 464   |
| 2008   | Make It Happen         | Лорън            | главна роля     |              |
| 2011   | The Thing              | Кейт Лойд        | главна роля     |              |